# SWAPO
Tổ chức Nhân dân Tây Nam Phi (SWAPO) (tiếng Đức: Südwestafrikanische Volksorganisation, SWAVO; tiếng Afrikaans: Suidwes-Afrikaanse Volks Organisasie, SWAVO), được gọi chính thức là Đảng SWAPO Namibia, là một đảng chính trị và trước đây là phong trào độc lập ở Namibia. Đây là đảng cầm quyền ở Namibia kể từ khi đất nước giành được độc lập vào năm 1990. Đảng tiếp tục bị chi phối về số lượng và ảnh hưởng của nhóm dân tộc Ovambo.
SWAPO chiếm hai phần ba số ghế trong Quốc hội từ năm 1994 đến năm 2019. Trong cuộc tổng tuyển cử được tổ chức vào tháng 11 năm 2019, đảng này đã giành được 65,5% số phiếu phổ thông và 63 trong số 104 ghế trong Quốc hội. Nó cũng giữ 40 trong số 42 ghế trong Hội đồng Quốc gia. Kể từ tháng 11 năm 2017, Tổng thống Namibia Hage Geingob là chủ tịch của SWAPO sau khi được tái đắc cử tại đại hội bầu cử của đảng.

## Tư tưởng
SWAPO được thành lập với mục đích giành độc lập cho Namibia và do đó là một phần của phong trào dân tộc châu Phi. Trước khi giành độc lập, nó xác định con dường chủ nghĩa xã hội, hệ tư tưởng Marx-Lenin, những tư tưởng này không bị từ bỏ ngay lập tức khi giành được độc lập vào năm 1990 và SWAPO trở thành đảng cầm quyền. Tuy nhiên, nó đã thông qua một ý thức hệ tư bản, cho đến khi đại hội bầu cử năm 2017 phê chuẩn sự thay đổi ý thức hệ thành chủ nghĩa xã hội với một "đặc tính Namibia".
Nhiều nhà bình luận đã mô tả chính trị của SWAPO theo những cách khác nhau. Gerhard Tötemeyer, bản thân ông là một đảng viên, cho rằng đường lối chính trị hậu độc lập của nó theo Chủ nghĩa tự do mới và dân chủ xã hội. Henny Seibeb, một chính trị gia đối lập từ Phong trào Nhân dân không có đất, mô tả hệ tư tưởng đảng hiện nay là chủ nghĩa dân tộc tự do với dấu vết của "chủ nghĩa giáo điều, chuyên chế và quốc gia".

## Tư cách thành viên
SWAPO là một thành viên đầy đủ của Quốc tế xã hội chủ nghĩa. Nó là một thành viên của Phong trào không liên kết trước khi giành độc lập ở Namibia vào năm 1990.

## Lịch sử bầu cử

### Bầu cử tổng thống
| Cuộc bầu cử | Ứng cử viên          | Phiếu bầu | %      | Kết quả    |
| ----------- | -------------------- | --------- | ------ | ---------- |
| 1994        | Sam Nujoma           | 370.452   | 76,34% | Green tick |
| 1999        | Sam Nujoma           | 414.096   | 76,82% | Green tick |
| 2004        | Hifikeastaye Pohamba | 625.605   | 76,45% | Green tick |
| 2009        | Hifikeastaye Pohamba | 611.241   | 75,25% | Green tick |
| 2014        | Hage Geingob         | 772,528   | 86,73% | Green tick |
| 2019        | Hage Geingob         | 464.703   | 56,3%  | Green tick |

### Bầu cử quốc hội
| Cuộc bầu cử | Lãnh đạo đảng        | Phiếu bầu | %       | Ghế     | +/-        | Chức vụ | Chính quyền     |
| ----------- | -------------------- | --------- | ------- | ------- | ---------- | ------- | --------------- |
| 1989        | Sam Nujoma           | 384,567   | 57,33%  | 41 / 72 | 41         | 1       | Chính phủ đa số |
| 1994        | Sam Nujoma           | 370.452   | 76,34 % | 53 / 72 | 12         | 1       | Chính phủ đa số |
| 1999        | Sam Nujoma           | 414.096   | 76,82 % | 55 / 78 | 2          | 1       | Chính phủ đa số |
| 2004        | Sam Nujoma           | 625.605   | 76,44 % | 55 / 78 | Giữ nguyên | 1       | Chính phủ đa số |
| 2009        | Hifikeastaye Pohamba | 611.241   | 75,25 % | 54 / 72 | 1          | 1       | Chính phủ đa số |
| 2014        | Hifikeastaye Pohamba | 785,671   | 86,73%  | 77 / 96 | 23         | 1       | Chính phủ đa số |
| 2019        | Hage Geingob         | 536.861   | 65,45%  | 63 / 96 | 14         | 1       | Chính phủ đa số |

### Bầu cử hội đồng quốc gia
| Cuộc bầu cử | Ghế     | +/-        |
| ----------- | ------- | ---------- |
| 1992        | 19 / 26 | 19         |
| 1998        | 21 / 26 | 2          |
| 2004        | 24 / 26 | Giữ nguyên |
| 2010        | 24 / 26 | Giữ nguyên |
| 2015        | 40 / 42 | 16         |